# Arabella Churchill (1949–2007)

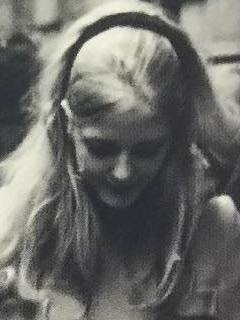
Arabella w 1966 roku

Arabella Spencer-Churchill (ur. 30 października 1949 w Londynie, zm. 20 grudnia 2007 w Glastonbury) – brytyjska filantropka, założycielka i kierowniczka fundacji Children’s World oraz założycielka i organizatorka Glastonbury Festival.

## Życiorys
Była jedyną córką znanego polityka Randolpha Fredericka Churchilla (syna premiera Wielkiej Brytanii Winstona Churchilla) i  June Osborne (córki pułkownika Rexa Osborne’a) oraz przyrodnią siostrą Winstona Spencera Churchilla.  
Zmarła w wyniku raka trzustki.